# Ziegfeld Follies

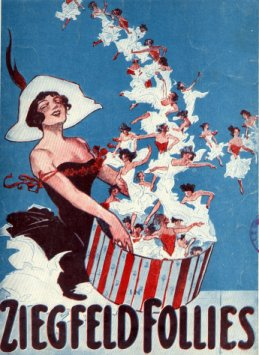
Cartel de las Ziegfeld Follies, 1912.

Ziegfeld Follies (1907-1931) fue el nombre de una serie de famosas revistas musicales de Broadway, Nueva York.
Inspiradas en el Folies Bergère de París, las Ziegfeld Follies fueron creadas y dirigidas por Florenz Ziegfeld, sobre una idea de su mujer, la actriz Anna Held. Eran espectáculos lujosos que incluían baile, coreografías sincronizadas y sketches cómicos y que tuvieron gran éxito de crítica y público. 

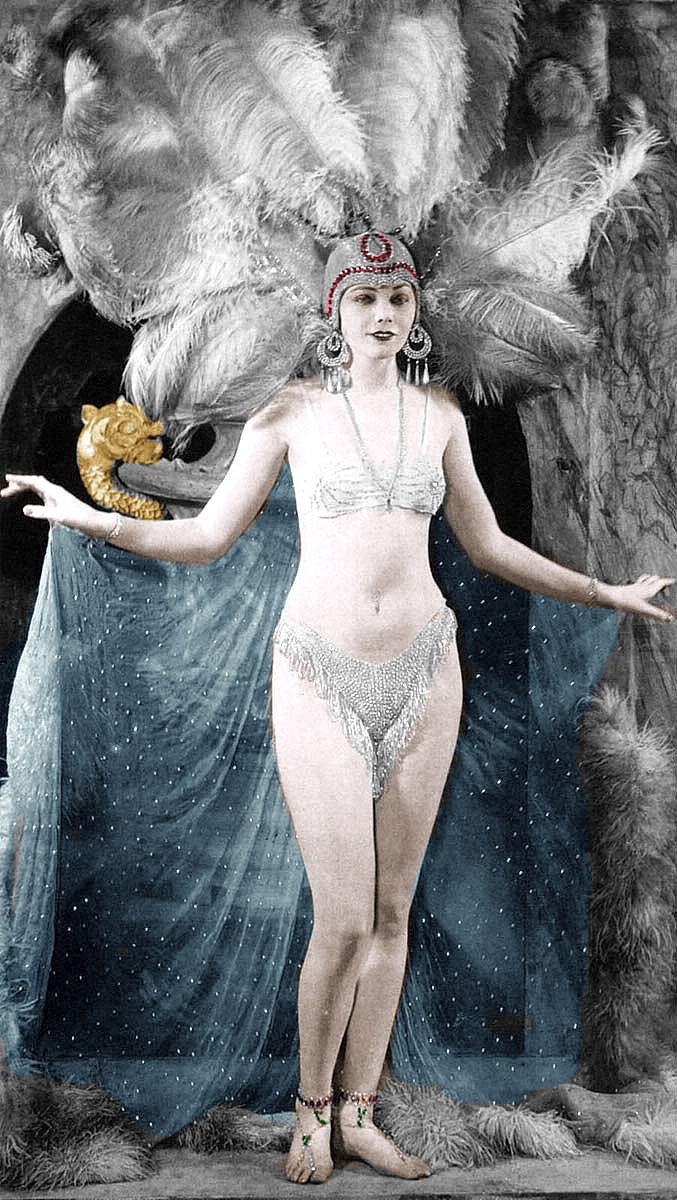
Lilyan Tashman en las Ziegfeld Follies, foto coloreada de 1916-1917.

Presentaron a artistas muy notables, como Eve Arden, Irving Berlin, Joan Blondell, Fanny Brice, Louise Brooks, Eddie Cantor, Marion Davies, Paulette Goddard, Beatrice Lillie, Dorothy Mackaill, Mae Murray, Bird Millman y Barbara Stanwyck, entre otros muchos. Sus reconocidas coristas, las "chicas Ziegfeld", lucían sobre el escenario elaborados atuendos diseñados por prestigiosos modistas como Erté o Lady Duff Gordon, y que solían convertirse en motivo de conversación en los siguientes días en los teatros de Broadway. Se exhibían subiendo y bajando "escaleras con formas de cualquier cosa, desde pájaros a barcos de guerra", cuidadosamente organizadas, con las bailarinas más pequeñas, popularmente conocidas como "ponys", en la primera fila y las bailarinas más altas detrás.
Tras la muerte de Ziegfeld, su viuda Billie Burke autorizó el uso del nombre Zigfield Follies en producciones de 1934 y 1936. La edición de 1934 fue grabada en varios discos publicados por el productor David Cunard. El nombre fue luego utilizado por promotores en Nueva York, Filadelfia y finalmente en Broadway, pero sin ninguna relación específica con las Follies originales. Fueron un desastre.
La película ganadora del Óscar al mejor film en 1937, El gran Ziegfeld, con William Powell y Myrna Loy como el matrimonio Ziegfeld, da una idea de lo que eran realmente las Follies. En 1944 se estrenó el musical Ziegfeld Follies, con Fred Astaire y Cyd Charisse.